# Alfa Romeo
Alfa Romeo Automobiles S.p.A. (talijanski izgovor: ˈalfa roˈmɛːo) je talijanski proizvođač automobila. Tvrtku je osnovao Francuz Alexandre Darracq pod nazivom A.L.F.A. ([Società] Anonima Lombarda Fabbrica Automobili, što na hrvatskom znači lombardijska tvornica automobila), 24. lipnja 1910. godine u Milanu, Italiji. Alfa Romeo je poznata po svojim športskim automobilima, te je uključena u automobilske utrke od 1911. godine.
Tvrtka je bila u vlasništvu talijanskog državnog holdinga Istituto per la Ricostruzione Industriale od 1932. do 1986. godine, kada je postala dio grupacije Fiat. U veljači 2007. godine, marka Alfa Romeo dobila je naziv Alfa Romeo Automobiles S.p.A., kao podružnica grupacije Fiat, sada poznate kao FCA Italy. Godine 2017., tvrtka je zabilježila porast prodaje automobila u odnosu na prethodnu godinu. Proizvela ih je 86.805, a godinu prije 66.155.
Alfa Romeo je ostvarila mnogo uspjeha u Grand Prix utrkama, Formuli 1, utrkama športskih automobila, utrkama touring automobila, te u reliju. Natjecala se kao konstruktor te kao dobavljač motora, ulazeći u utrke samostalno (obično pod nazivima Alfa Corse i Autodelta), te zajednički s privatnim proizvođačima automobila. Prvi trkaći automobil napravili su 1913. godine, tri godine nakon osnivanja tvrtke. Godine 1925., Alfa Romeo je osvojila prvo Grand Prix svjetsko prvenstvo. Broj pobjeda u utrkama do Drugog svjetskog rata, te broj pobjeda protiv svojih konkurenata kao što su Bentley i proizvođač luksuznih automobila Bugatti, učinili su Alfu Romeo legendarnom svjetskom automobilističkom markom. Alfa Romeo je izgradila svoj imidž u automobilizmu, a time je cijela marka dobila ugled u automobilskoj industriji. Godine 1929., Enzo Ferrari je osnovao Scuderiju Ferrari kao momčad Alfe Romeo. Deset godina kasnije, 1939. godine, Scuderia Ferrari postaje nezavisna momčad. Danas ona drži svjetski rekord kao marka s najviše pobjeda u automobilizmu.

## Povijest
Prethodnica Alfa Romea bila je tvornica pod imenom "Darraca Italiana", koju su od 1907. vodili Cavalieri Ugo Stella, aristokrat iz Milana, te Alexandre Darracq, predsjednik francuske tvornice automobila. Prvotno su se automobili proizvodili u Napulju, ali nakon prekida poslovnih odnosa Cavalieri Ugo Stella i ostali talijanski ulagači, preselili su tvornicu u jednu malu podružnicu Darracq automobila u okolicu Milana zvanom Portello. Tu tvrtka mijenja ime u ALFA, što znači Anonima Lombarda Fabbrica Automobili, odnosno Lombardijska Tvornica Automobila d. o. o. Prvi Alfin automobil bio je 24 HP (imao je 24 konjske snage) a dizajnirao ga je Giuseppe Merosi.

## Automobili

### Trenutni modeli
| 4C | Giulia | Stelvio |
| -- | ------ | ------- |
|    |        |         |

Alfa Romeo 4C
Alfa Romeo 4C je mali, lagani športski kupe i dvosjed sa stražnjom pogonskom jedinicom. Predstavljen je kao konceptni automobil 2011. godine na 81. Ženevskom međunarodnom sajmu automobila. Proizvodnja je na europskom tržištu krenula 2013. godine od 83. Ženevskog međunarodnog sajma automobila, a na američkom tržištu od kraja iste godine, točnije od održavanja sajma automobila u Los Angelesu.
Alfa Romeo Giulia
Alfa Romeo Giulia, nova generacija Giulije, predstavljena je javnosti 24. lipnja 2015. godine u muzeju Alfe Romeo u Areseu, Italiji. Predstavljanje se održalo na 105. godišnjicu postojanja tvrtke, kada je otkriven i novi logo.
Alfa Romeo Stelvio
Alfa Romeo Stelvio je predstavljena 2016. godine na sajmu automobila u Los Angelesu. Stelvio je prvi Alfin terenac, koji se nalazi u istoj kategoriji automobila kao Porsche Macan, Jaguar F-Pace, Audi Q5 i BMW X3.

### Modeli kroz povijest
|        | Cestovni automobili | Trkaći automobili |
| ------ | --- | --- |
| 1910-e | 24 HP (1910. – 1920.) 12 HP (1910. – 1911.) 15 HP (1911. – 1920.) 40-60 HP (1913. – 1922.) | 15 HP Corsa (1911.) 40-60 HP Corsa (1913.) Grand Prix (1914.) |
| 1920-e | 20-30 HP (1921. – 1922.) G1 (1920. – 1921.) G2 (1921. – 1921.) RL (1922. – 1927.) RM (1923. – 1925.) 6C 1500 (1927. – 1929.) 6C 1750 (1929. – 1933.) | RL Super Sport (1922.) RL Targa Florio (1923.) P1 (1923.) P2 (1924.) 6C 1500 MMS (1928.) 6C 1750 Super Sport (1929.) |
| 1930-e | 8C 2300 (1931. – 1934.) 6C 1900 (1933. – 1933.) 6C 2300 (1934. – 1937.) 8C 2900 (1935. – 1939.) 6C 2500 (1939. – 1950.) | Tipo A (1931.) 8C 2300 Monza (1931.) Tipo B (P3) (1932.) Bimotore (1935.) 8C 35 (1935.) 8C 2900A (1935.) 12C 36 (1936.) 12C 37 (1937.) 6C 2300B Mille Miglia (1937.) 8C 2900B Mille Miglia (1937.) 308 (1938.) 312 (1938.) 316 (1938.) 158 (1938.) 6C 2500 Super Sport Corsa (1939.) |
| 1940-e | | 6C 2500 Competizione (1948.) |
| 1950-e | 1900 (1950. – 1958.) Matta (1951. – 1953.) Giulietta (1954. – 1962.) 2000 (1958. – 1962.) Dauphine (1959. – 1964.) | 159 (1951.) 6C 3000 CM (1952.) |
| 1960-e | 2600 (1962. – 1968.) Giulia Saloon (1962. – 1976.) Giulia TZ (1963. – 1967.) Giulia Sprint (1963. – 1977.) Giulia Sprint Speciale (1963. – 1966.) Gran Sport Quattroruote (1965. – 1967.) GTA (1965. – 1971.) Giulia Spider (1963. – 1965.) Spider (1966. – 1993.) 33 Stradale (1967. – 1969.) 1750/2000 Berlina (1967. – 1977.) | Giulietta SZ (1960.) Giulia TZ (1963.) GTA (1965.) Tipo 33 (1965.) 33/2 (1968.) 33/3 (1969.) |
| 1970-e | Montreal (1970. – 1977.) Alfasud (1972. – 1983.) Alfetta saloon (1972. – 1984.) Alfetta GT/GTV (1974. – 1987.) Alfasud Sprint (1976. – 1989.) Nuova Giulietta (1977. – 1985.) Alfa 6 (1979. – 1986.) | 33/4 (1972.) 33TT12 (1973.) 33SC12 (1976.) 177 (1979.) 179 (1979.) |
| 1980-e | 33 (1983. – 1994.) Arna (1984. – 1987.) 90 (1984. – 1987.) 75 (1985. – 1992.) 164 (1987. – 1998.) SZ/RZ (1989. – 1993.) | 182 (1982.) 183 (1983.) 184 (1984.) 185 (1985.) |
| 1990-e | 155 (1992. – 1998.) 145 (1994. – 2000.) 146 (1994. – 2000.) GTV/Spider (1995. – 2006.) 156 (1997. – 2005.) 166 (1998. – 2007.) | 155 GTA (1992.) 155 V6 TI (1993.) 156 D2 (1998.) GTV Cup (1999.) 156 GTA Super 2000 (2002.) 156 Super 2000 (2003.) |
| 2000-e | 147 (2000. – 2010.) 8C Competizione (2007. – 2009.) 8C Spider (2008. – 2010.) GT (2003. – 2010.) Brera (2005. – 2010.) 159 (2005. – 2011.) Spider (2006. – 2010.) | 147 GTA Cup (2003.) |

## Vanjske poveznice
- Alfa-Romeo Hrvatska
- Alfa Klub